# Bani (Banyo)
Pour les articles homonymes, voir Bani.
Bani est un village du Cameroun situé dans la région de l'Adamaoua et le département de Mayo-Banyo. Il fait partie de la commune de Banyo et du lamidat de Banyo.

## Population

### Démographie
Lors du recensement de 2005, on y a dénombré 1 157 personnes. 
D'après le plan communal de développement de la commune de Banyo daté de août 2015, Bani compte 1 015 habitants dont 615 hommes et 400 femmes. 
La population des enfants se répartit de la façon suivante : 
109 nourrissons (0 à 35 mois),  172 enfants (0 à 59 mois),  66 enfants (4 à 5 ans), 238 enfants (6 à 14 ans),  188 adolescents (12 à 19 ans), 352 jeunes (15 à 34 ans).

## Éducation
L'école publique du village compte 60 élèves dont 40 filles et 20 garçons. 1 enseignant fonctionnaire et 1 maître parent ne disposent pas de salles de classe.